# Rafael Portanet
Rafael Jesús Portanet Suárez (Cangas de Morrazo, 6 de marzo de 1908-Vigo, 5 de mayo de 1988) fue un político e industrial español, alcalde de Vigo durante el franquismo.

## Biografía
Aunque nacido en Cangas de Morrazo se estableció desde muy joven en Vigo. Estuvo vinculado a la industria conservera a través de la empresa fundada por su padre y formó parte de la directiva de la Unión de Fabricantes de Conservas.
Se inició en política en 1938 entrando en el ayuntamiento de Vigo como teniente alcalde y presidente de la comisión de Fomento y Montes. En 1947 fue nombrado delegado del Estado en el Consorcio de la Zona Franca de Vigo y lo fue durante 37 años, construyéndose durante su mandado la factoría de Citroën. Fue nombrado alcalde de Vigo el 26 de noviembre de 1964, ocupando ese cargo hasta el 25 de marzo de 1970, año en que presentó su dimisión por carta a Tomás Garicano Goñi, ministro de la Gobernación. Entre 1964 y 1970 también fue presidente de la Caja de Ahorros Municipal de Vigo. También fue procurador en Cortes por el tercio familiar durante varias legislaturas. Con la llegada de la democracia se presentó en las elecciones de 1979 por Coalición Democrática, siendo elegido diputado por la circunscripción electoral de Pontevedra. Abandonó la política activa en 1982.
Actualmente en Vigo hay la avenida del Alcalde Portanet en su honor.